# Тиркишов, Шаназар Максатмырадович
Шаназар Максатмырадович Тиркишов (туркм. Şanazar Maksatmyradowiç Tirkişow; род. 16 февраля 1997, Мары) — туркменский футболист, полузащитник клуба «Аркадаг» и сборной Туркменистана.
Начал карьеру в 2019 году в клубе «Мерв» в чемпионате Туркменистана. С 2020 по 2022 год защищал цвета «Ахала». В составе команды выступал в Лиге чемпионов АФК и Кубке АФК. С 2023 года — игрок «Аркадага».
Выступал за сборную Туркменистана до 23 лет. За национальную сборную Туркменистана дебютировал 11 июня 2023 года в матче против Таджикистана (1:1). По состоянию на октябрь 2024 год провёл за сборную 11 официальных матчей, забив 1 гол.